# Ghiacciaio Eden
Il ghiacciaio Eden (in inglese Eden Glacier) è un ghiacciaio lungo circa 8,5 km situato sulla costa di Foyn, nella parte orientale della Terra di Graham, in Antartide. Il ghiacciaio, il cui punto più alto si trova 246 m s.l.m., fluisce verso sud fino ad entrare nell'insenatura del Gabinetto, a nord-ovest della dorsale di Lyttelton.

## Storia
Il ghiacciaio Eden fu fotografato per la prima volta nel 1947 durante una ricognizione aerea effettuata nel corso della Spedizione antartica di ricerca Ronne, 1947—48, e lo stesso anno una spedizione del British Antarctic Survey, che all'epoca si chiamava ancora Falkland Islands and Dependencies Survey (FIDS), lo esplorò via terra e lo mappò. Proprio il FIDS lo battezzò così in onore di Robert Anthony Eden, segretario di Stato per gli affari esteri e membro del gabinetto di guerra britannico.